# Catetere venoso periferico
Un catetere venoso periferico (o CVP) è un presidio medico utilizzato per l'accesso al torrente venoso, la cui parte terminale si localizza in vasi periferici, tributari del sistema della vena cava.
L’accesso vascolare periferico non è indicato per la somministrazione di sostanze con osmolarità superiore a 900 mOsm, pH estremi (inferiore a 5 o superiore a 9) e farmaci irritanti e vescicanti.
La rimozione dell’accesso periferico è indicata in caso di malfunzionamento, flebite, infezione locale e cessata necessità.
I CVP si distinguono in agocannula, cannula lunga e midline.